# Не міняйте свого чоловіка
Не міняйте свого чоловіка (англ. Don't Change Your Husband) — американська кінокомедія режисера Сесіла Б. ДеМілля 1919 року.

## Сюжет
У Лейли наростає неприязнь до чоловіка, великого виробника клею, моторошного нечупару.

## У ролях
- Елліотт Декстер — Джеймс Денбі Портер
- Глорія Суонсон — Лейла Портер
- Лью Коді — Шайлер Ван Сатфен
- Сільвія Ештон — місіс Гакні
- Теодор Робертс — єпископ, преподобний Томас Торнбі
- Джулія Фей — Нанетт
- Джеймс Нілл — дворецький
- Тед Шоун — Фавн
- Ірвінг Каммінгс — незначна роль